# نوكيا 6151
نوكيا 6151 هو أحد أجهزة نوكيا، شركة الهواتف والتقنية النقالة. يأتي هذا الجهاز مع شاشة نوعها 128 * 160 (262,144) لون. تم إصدار هذا الجهاز في 2006. أما بالنسبة لوضعية إنتاجه الحالية فلا يزال يُنتج. تقنيته/تردده هي GSM/WCDMA. جيل الجهاز هو BB5.0. الجهاز يحتوي على كامير نوعها: 1.3 ميغابيكسل.